# Molophilus dirhabdus
Molophilus dirhabdus är en tvåvingeart som beskrevs av Alexander 1949. Molophilus dirhabdus ingår i släktet Molophilus och familjen småharkrankar. Inga underarter finns listade i Catalogue of Life.